# Liste der Monuments historiques in Flagey-Echézeaux
Die Liste der Monuments historiques in Flagey-Echézeaux führt die Monuments historiques in der französischen Gemeinde Flagey-Echézeaux auf.

## Liste der Objekte
| Bezeichnung   | Beschreibung               | Standort                                     | Kennzeichnung | Schutzstatus | Datum | Bild |
| ------------- | -------------------------- | -------------------------------------------- | ------------- | ------------ | ----- | ---- |
| Weihinschrift | Kalkstein, bezeichnet 1451 | in der Kirche Assomption-de-la-Vierge (Lage) | PM21001088    | Classé       | 1914  |      |